# David Ayres
David Ayres, född 12 augusti 1977, är en kanadensisk före detta ishockeymålvakt som spelade 28 minuter och 41 sekunder i en NHL-match för Carolina Hurricanes när de mötte Toronto Maple Leafs på bortaplan i Scotiabank Arena i Toronto, Ontario i Kanada den 22 februari 2020. Han fick hoppa in som en akut backup efter att Hurricanes båda målvakter James Reimer och Petr Mrázek fick utgå på grund av skador. Ayres fick mot sig tio skott varav två gick in men Hurricanes vann ändå med 6–3. Han fick matchvinsten registrerad på sig och även blev utsedd till matchens spelare.
Han fick ta emot stora hyllningar efter matchen. Den 25 februari meddelade den amerikanska delstaten North Carolinas guvernör Roy Cooper att Ayres hade blivit utsedd till hedersmedborgare i North Carolina. Staden Raleigh, som Hurricanes är baserat i, och dess borgmästare Mary-Ann Baldwin utsåg samma dag till "David Ayres Day". Dagarna före hade han blivit intervjuad av amerikanska nationella TV- och radioprogram så som Fox & Friends, Sportscenter och The Today Show.
Ayres arbetar till vardags inom organisationen för Toronto Maple Leafs, där han bland annat är ismaskinförare åt deras farmarlag Toronto Marlies i American Hockey League (AHL).

## Statistik
M = Matcher, V = Vinster, F = Förluster, O = Oavgjorda, ÖF = Förluster på övertid eller straffar, MIN = Spelade minuter, IM = Insläppta Mål, N = Hållit nollan, GAA = Genomsnitt insläppta mål per match, R% = Räddningsprocent
| Säsong     | Lag                 | Liga       | M | V | F | O | ÖF | MIN | IM | N | GAA  | R%   |        |
| ---------- | ------------------- | ---------- | - | - | - | - | -- | --- | -- | - | ---- | ---- | ------ |
| 2019–2020  | Carolina Hurricanes | NHL        | 1 | 1 | 0 | 0 | 0  | 29  | 2  | 0 | 4,18 | ,800 | [ 10 ] |
| NHL totalt | NHL totalt          | NHL totalt | 1 | 1 | 0 | 0 | 0  | 29  | 2  | 0 | 4,18 | ,800 |        |